# Bas van der Veer
Bas van der Veer (eigentlich Elisabeth Arnolda van der Veer; * 23. Juni 1887 in Schoonhoven; † 6. Februar 1941 in Den Haag) war eine niederländische Malerin, Zeichnerin und Illustratorin. Sie schrieb auch Texte zu den  von ihr illustrierten Kinderbüchern.

## Leben und Werk
Elisabeth Arnolda van der Veer war eine Tochter des Militärarztes Rintje van der Veer und Charlotte Frederique Elisabeth Ekker. Als Militärarzt war Vater an mehreren Orten des Landes stationiert und brachte die Familie nach Schoonhoven (1885–1889), Kampen (1889–1891), Gouda (1891–1895), Vrijenban bei Delft (1895–1903) und Amsterdam (ab 1903). Während des Aufenthaltes in Vrijenban erhielt Elisabeth Zeichenunterricht beim Delfter Maler Berend Adrianus Bongers (1866–1949). Sie setzte ihre Ausbildung von 1902 bis 1906 an der Koninklijke Academie van Beeldende Kunsten in Den Haag bei Frits Jansen (1856–1928) fort.
Nach ihrem Abschluss war sie als Porträtmalerin und Werbekünstlerin in Den Haag tätig.
1913 debütierte sie als Illustratorin von Kinderbüchern für die G.B. van Goor & Zonen Verlagsanstalt. Sie unterzeichnete ihr Werk mit „E.A. van der Veer“, dann signierte sie ihre Illustrationen als „Bas van der Veer“. 1915 veröffentlichte sie zwei Bilder- und Reimbände für den Van Goor Verlag, für die sie auch die Texte selbst verfasste. 1918 schrieb und zeichnete sie „A, das ist Aafje“, ein ABC-Bilderbuch, das vom J. M. Meulenhoff-Verlag herausgegeben wurde.

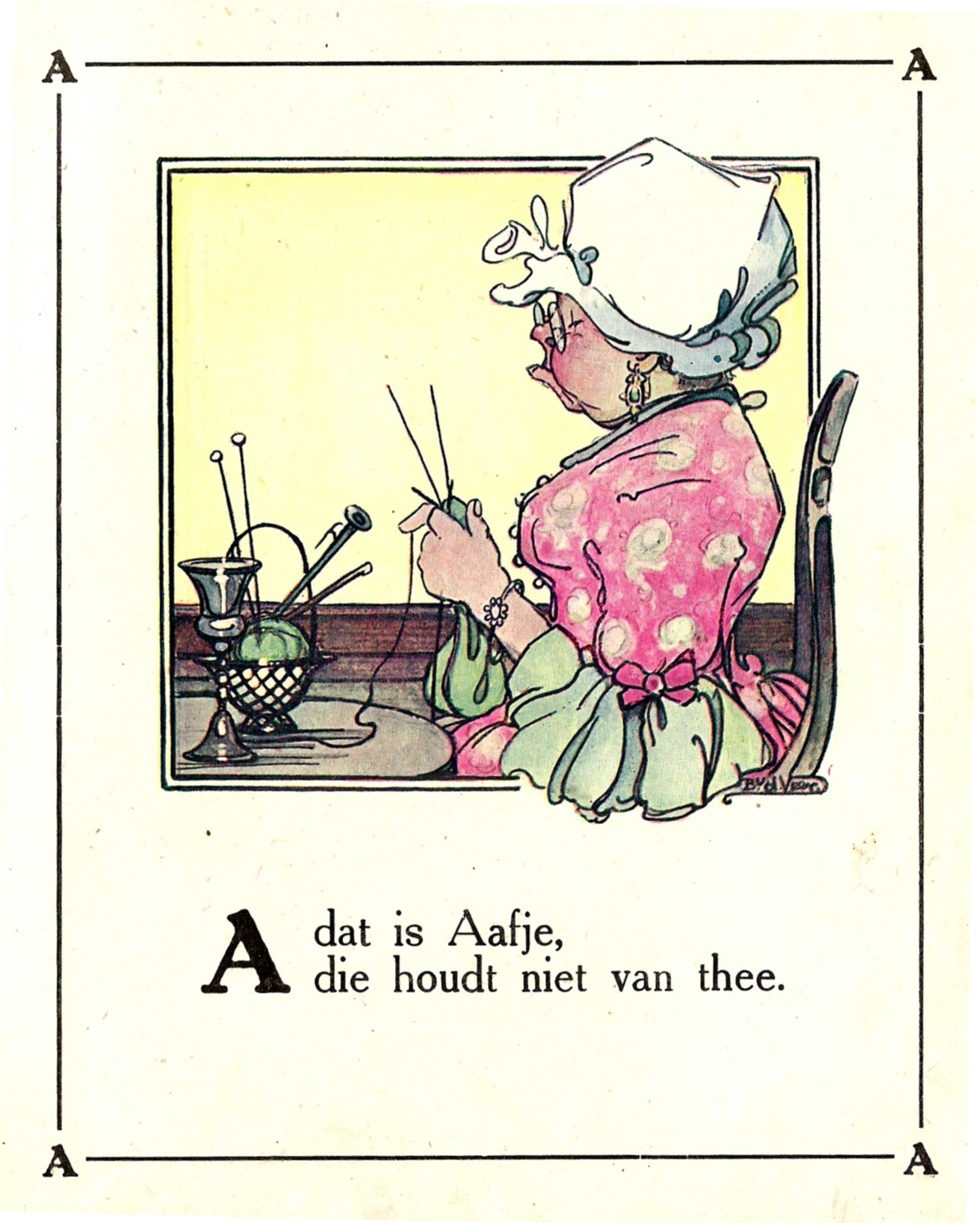
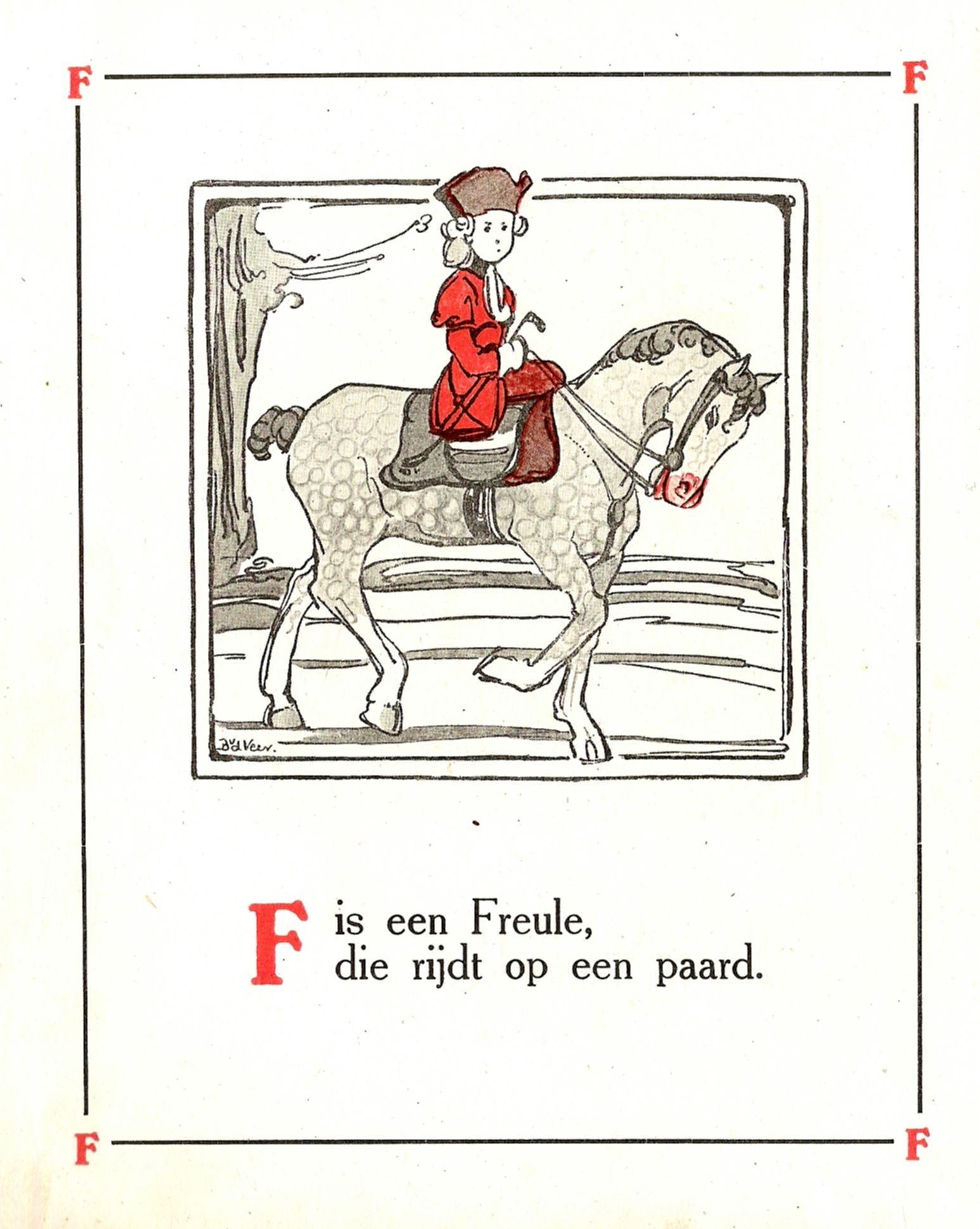
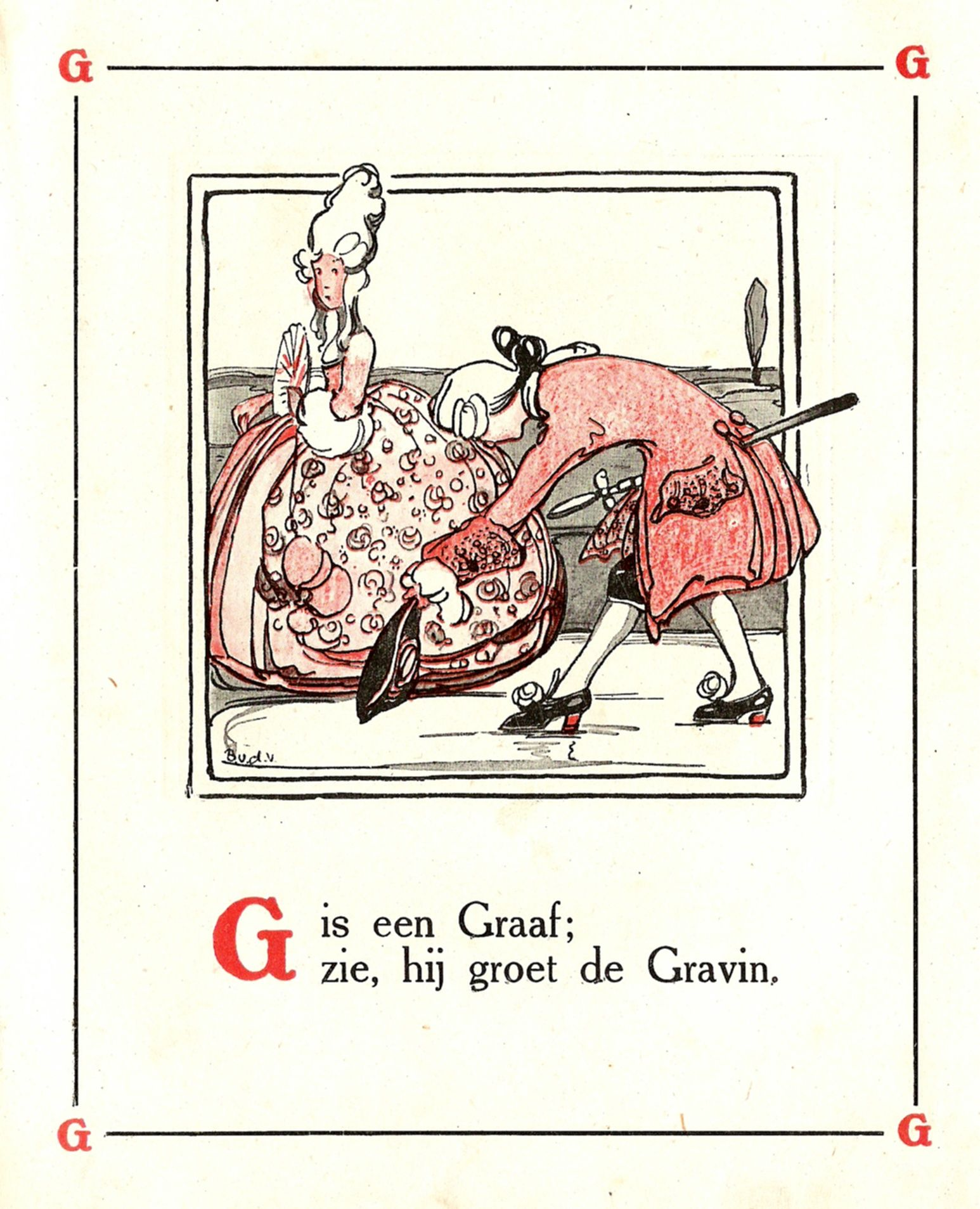
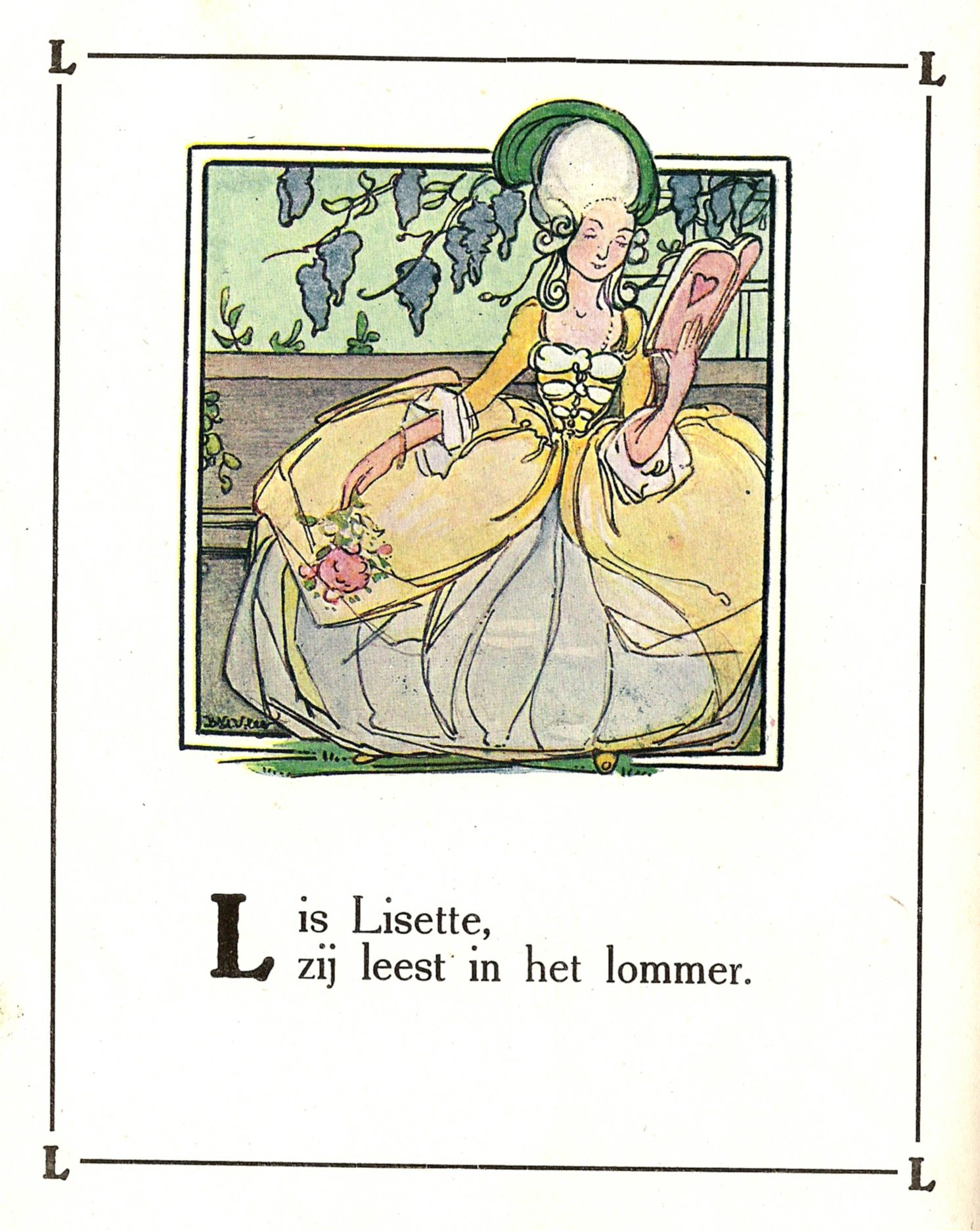

Van der Veer war Mitglied des Haagse Kunstkring und des Nederlandsche Vereeniging voor Ambachts- en Nijverheidskunst (Niederländischem Verein für Handwerk und Gewerbe). Unter anderem stellte sie mit dem Kunstkring und mit De Vrouw 1813–1913 aus.
Ab 1932 lebte Van der Veer mit ihrer Freundin Jemmy van Hoboken im Haus Den Eenhoorn in Veere. Zusammen mit einer Reihe anderer Malerinnen in Veere, darunter Claire Bonebakker, Lucie van Dam van Isselt, Ina Rahusen und Sárika Góth, gehörten sie zu den Veerse Joffers, einer von den Amsterdamse Joffers inspirierten Künstlergruppe.